# Chitose trong chai Ramune
Chitose trong chai Ramune (Nhật: 千歳くんはラムネ瓶のなか, Hepburn: Chitose-kun wa Ramune Bin no Naka) còn được biết đến với cái tên Chiramune (チラムネ) là loạt light novel do Hiromu sáng tác và raemz minh họa. Được xuất bản bởi Shogakukan dưới ấn hiệu Gagaga Bunko kể từ ngày 18 tháng 6 năm 2019. Bộ truyện đã được Kim Đồng mua bản quyền tại Việt Nam và phát hành dưới ấn hiệu Wings Books.
Một bản manga chuyển thể do Bobcat minh hoạ, được đăng tải trên ứng dụng Manga UP! của Square Enix kể từ ngày 11 tháng 4 năm 2020.

## Các chuyển thể

### Light novel
Bộ truyện do Hiromu sáng tác và raemz minh họa. Được xuất bản bởi Shogakukan dưới ấn hiệu Gagaga Bunko kể từ ngày 18 tháng 6 năm 2019. Tính tới ngày 19 tháng 8 năm 2021 đã có 6 tập truyện được xuất bản. Bộ truyện đã được Kim Đồng mua bản quyền tại Việt Nam và phát hành dưới ấn hiệu Wings Books.
Phiên bản đặc biệt của tập 5 tặng kèm theo một cuốn tuyển tập truyện ngắn do Hiromu sáng tác.
| #   | Phát hành tiếng Nhật | Phát hành tiếng Nhật | Phát hành tiếng Việt | Phát hành tiếng Việt |
| #   | Ngày phát hành       | ISBN                 | Ngày phát hành       | ISBN                 |
| --- | -------------------- | -------------------- | -------------------- | -------------------- |
| 1   | 18 tháng 6 năm 2019  | 978-4-0945-1796-5    | 18 tháng 7 năm 2022  | 978-604-2-26895-0    |
| 2   | 18 tháng 10 năm 2019 | 978-4-0945-1816-0    | 21 tháng 11 năm 2022 | 978-604-2-27343-5    |
| 3   | 17 tháng 4 năm 2020  | 978-4-0945-1841-2    | —                    | —                    |
| 4   | 18 tháng 9 năm 2020  | 978-4-0945-1866-5    | —                    | —                    |
| 5   | 20 tháng 4 năm 2021  | 978-4-0945-1899-3    | —                    | —                    |
| 6   | 19 tháng 8 năm 2021  | 978-4-0945-3022-3    | —                    | —                    |
| 6.5 | 18 tháng 3 năm 2022  | 978-4-0945-3060-5    | —                    | —                    |
| 7   | 18 tháng 8 năm 2022  | 978-4-0945-3085-8    | —                    | —                    |
| 8   | 20 tháng 6 năm 2023  | 978-4-09-453126-8    | —                    | —                    |
| 9   | 20 tháng 8 năm 2024  | 978-4-09-453203-6    | —                    | —                    |

### Manga
Một bản manga chuyển thể do Bobcat minh hoạ, được đăng tải trên ứng dụng Manga UP! của Square Enix kể từ ngày 11 tháng 4 năm 2020. Tập manga đầu tiên xuất bản vào ngày 18 tháng 9 năm 2020.
| # | Ngày phát hành tiếng Nhật | ISBN tiếng Nhật   |
| - | ------------------------- | ----------------- |
| 1 | 18 tháng 9 năm 2020       | 978-4-7575-6849-5 |
| 2 | 5 tháng 2 năm 2021        | 978-4-7575-7078-8 |
| 3 | 19 tháng 8 năm 2021       | 978-4-7575-7427-4 |
| 4 | 18 tháng 3 năm 2022       | 978-4-7575-7788-6 |

### Drama CD
Một đĩa Drama CD với tựa Ōsama to bāsudē (Nhật: 王様とバースデー dịch: Đức vua và sinh nhật) được phát hành vào ngày 17 tháng 4 năm 2020.

### Anime
Ngày 9 tháng 8 năm 2024, ấn hiệu Gagaga Bunko đã công bố tựa anime truyền hình chuyển thể của loạt light novel. Tác phẩm do xưởng Feel chế tác hoạt họa, dưới vai trò đạo diễn của Tokuno Yūji. Arakawa Naruhisa đồng phụ trách công đoạn biên soạn kịch bản và cùng với Hiromu, trong khi Kinoshita Sumie chịu trách nhiệm thiết kế nhân vật. Remow nắm giữ bản quyền tác phẩm. Phim dự kiến ra mắt vào tháng 10 năm 2025.

## Đón nhận
Bộ truyện đã đạt giải tác phẩm xuất sắc tại giải thưởng Shogakukan Light Novel lần thứ 13 vào năm 2018 với tựa Ramune no Bin ni Shizunda Biidama no Tsuki (Nhật: ラムネの瓶に沈んだビー玉の月 dịch: Viên bi mặt trăng chìm trong chiếc chai Ramune). Bộ truyện đạt hạng nhất hai lần liên tiếp trên bảng xếp hạng Kono Light Novel ga Sugoi! ở hạng mục Bunkobon vào năm 2021 và 2022. Vào ngày 8 tháng 2 năm 2021, bộ truyện đã vượt mốc 280.000 bản in tại thị trường Nhật.